# Hadelin de Liedekerke Beaufort
Hrabia Hadelin de Liedekerke Beaufort (ur. 8 października 1887 w Paryżu, zm. 23 czerwca 1974 w Boulogne-Billancourt) – francuski arystokrata, prezydent FIA w latach 1958–1963.

## Życiorys
Hadelin de Liedekerke Beaufort urodził się w 8. dzielnicy Paryża. Pochodził z francuskiej rodziny arystokratycznej z rodem Belgii, syn Aymara (1846–1909) i Louise z Béranger (1858–1929).
Hadelin de Liedekerke Beaufort przez niemal całe życie był związany z automobilizmem. W 1948 roku został przewodniczącym Automobilklubu Francji, gdzie zastąpił na stanowisku Jehana de Rohana-Chabota. W 1958 roku zastąpił go również na stanowisku prezydenta FIA, gdzie w wyborach pokonał m.in. Amaury’ego de Mérode - prezesa FIA w latach 1971–1975.
Był pierwszym przewodniczącym FIA, który radził sobie z trudnościami związanymi z dopuszczeniem do federacji krajowych automobilklubów z komunistycznych państw Europy Wschodniej.
W 1963 roku zrezygnował z funkcji przewodniczącego FIA, podobnie jak jego poprzednik - Jehan de Rohan-Chabot, został mianowany Honorowym Prezesem tej federacji. Jednak działalność sportową kontynuował w Automobilklubie Francji, którego pozostał prezesem do 1971 roku.
Hadelin de Liedekerke Beaufort zmarł 23 czerwca 1974 roku w Boulogne-Billancourt w wieku 87 lat.